# National Board of Review Award al miglior film straniero
Il National Board of Review Award al miglior film straniero (Best Foreign Language Film, poi semplicemente Best Foreign Film) è un premio assegnato annualmente dal 1934 dai membri del National Board of Review of Motion Pictures al miglior film straniero distribuito negli Stati Uniti nell'anno appena trascorso.
Dal 1942 al 1949 non è stato assegnato, ma da annotare che nel biennio 1948-1949 sono stati premiati come migliori film in assoluto i due capolavori del neorealismo italiano Paisà di Roberto Rossellini e Ladri di biciclette di Vittorio De Sica.

## Albo d'oro

### Anni 1930
- 1934: L'uomo di Aran (Man of Aran), regia di Robert J. Flaherty
- 1936: La kermesse eroica (La kermesse héroïque), regia di Jacques Feyder
- 1937: Die ewige maske, regia di Werner Hochbaum
- 1938: La grande illusione (La grand illusion), regia di Jean Renoir
- 1939: Il porto delle nebbie (Le quai des brumes), regia di Marcel Carné

### Anni 1940
- 1940: La moglie del fornaio (La femme du boulanger), regia di Marcel Pagnol
- 1941: Il bandito della Casbah (Pépé le Moko), regia di Julien Duvivier

### Anni 1950
- 1950: The Titan: Story of Michelangelo, regia di Robert J. Flaherty, Richard Lyford, Curt Oertel
- 1951: Rashomon (Rashōmon), regia di Akira Kurosawa
- 1952: Ali del futuro - Oltre la barriera del suono (The Sound Barrier), regia di David Lean
- 1953: A Queen is Crowned
- 1954: Giulietta e Romeo, regia di Renato Castellani
- 1955: Il prigioniero (The Prisoner), regia di Peter Glenville
- 1956: Il mondo del silenzio (Le monde du silence), regia di Jacques-Yves Cousteau e Louis Malle
- 1957: Ordet, regia di Carl Theodor Dreyer
- 1958: Il lamento sul sentiero (Pather Panchali), regia di Satyajit Ray
- 1959: Il posto delle fragole (Smultronstället), regia di Ingmar Bergman

### Anni 1960
- 1960: Il mondo di Apu (Apur Sansar), regia di Satyajit Ray
- 1961: Il ponte (Die brücke), regia di Bernhard Wicki
- 1962: L'uomo senza passato (Les dimanches de Ville d'Avray), regia di Serge Bourguignon
- 1963: 8½, regia di Federico Fellini
- 1964: Il mondo senza sole (Le monde sans soleil), regia di Jacques-Yves Cousteau
- 1965: Giulietta degli spiriti, regia di Federico Fellini
- 1966: Vagone letto per assassini (Compartiment tueurs), regia di Costa Gavras
- 1967: Elvira Madigan, regia di Bo Widerberg
- 1968: Guerra e pace (Voyna i mir), regia di Sergej Bondarchuk
- 1969: La vergogna (Skammen), regia di Ingmar Bergman

### Anni 1970
- 1970: Il ragazzo selvaggio (L'enfant sauvage), regia di François Truffaut
- 1971: Il ginocchio di Claire (Le genou de Claire), regia di Éric Rohmer
- 1972: Le chagrin e la pitié, regia di Marcel Ophüls
- 1973: Sussurri e grida (Viskningar och rop), regia di Ingmar Bergman
- 1974: Amarcord, regia di Federico Fellini
- 1975: Adèle H., una storia d'amore (L'histoire d'Adèle H.), regia di François Truffaut
- 1976: La Marchesa Von... (La Marquise d'O...), regia di Éric Rohmer
- 1977: Quell'oscuro oggetto del desiderio (Cet obscur objet du désir), regia di Luis Buñuel
- 1978: Sinfonia d'autunno (Höstsonaten), regia di Ingmar Bergman
- 1979: Il vizietto (La cage aux folles), regia di Édouard Molinaro

### Anni 1980
- 1980: Il tamburo di latta (Die Blechtrommel), regia di Volker Schlöndorff
- 1981: Alcuni giorni della vita di I. I. Oblomov (Neskolko dney iz zhizni I.I. Oblomova), regia di Nikita Michalkov
- 1982: Mephisto, regia di István Szabó
- 1983: Fanny e Alexander (Fanny och Alexander), regia di Ingmar Bergman
- 1984: Una domenica in campagna (Une dimanche à la campagne), regia di Bertrand Tavernier
- 1985: Ran, regia di Akira Kurosawa
- 1986: Otello, regia di Franco Zeffirelli
- 1987: Jean de Florette e Manon delle sorgenti (Manon des sources), regia di Claude Berri
- 1988: Donne sull'orlo di una crisi di nervi (Mujeres al borde de un ataque de nervios), regia di Pedro Almodóvar
- 1989: Un affare di donne (Une affaire de femmes), regia di Claude Chabrol

### Anni 1990
- 1990: Cyrano de Bergerac, regia di Jean-Paul Rappeneau
- 1991: Europa Europa, regia di Agnieszka Holland
- 1992: Indocina (Indochine), regia di Régis Wargnier
- 1993: Addio mia concubina (Ba wang bie ji), regia di Chen Kaige
- 1994: Mangiare bere uomo donna (Yin shi nan nu), regia di Ang Lee
- 1995: Shanghai Triad - La triade di Shangai (Yao a yao yao dao waipo qiao), regia di Zhang Yimou
- 1996: Ridicule, regia di Patrice Leconte
- 1997: Vuoi ballare? - Shall We Dance?, regia di Masayuki Suo
- 1998: Central do Brasil, regia di Walter Salles
- 1999: Tutto su mia madre (Todo sobre mi madre), regia di Pedro Almodóvar

### Anni 2000
- 2000: La tigre e il dragone (Wo hu cang long), regia di Ang Lee
- 2001: Amores perros, regia di Alejandro González Iñárritu
- 2002: Parla con lei (Hable con ella), regia di Pedro Almodóvar
- 2003: Le invasioni barbariche (Les invasions barbares), regia di Denys Arcand
- 2004: Mare dentro (Mar adentro), regia di Alejandro Amenábar
- 2005: Paradise Now, regia di Hany Abu-Assad
- 2006: Volver, regia di Pedro Almodóvar
- 2007: Lo scafandro e la farfalla (Le scaphandre et le papillon), regia di Julian Schnabel
- 2008: Mongol, regia di Sergei Bodrov
- 2009: Il profeta (Un prophète), regia di Jacques Audiard

### Anni 2010
- 2010: Uomini di Dio (Des hommes et des dieux), regia di Xavier Beauvois
- 2011: Una separazione (Jodāyi-e Nāder az Simin), regia di Asghar Farhadi[1]
- 2012: Amour, regia di Michael Haneke[2]
- 2013: Il passato (Le Passé), regia di Asghar Farhadi[2]
- 2014: Storie pazzesche (Relatos salvajes), regia di Damián Szifrón[3]
- 2015: Il figlio di Saul (Saul fia), regia di László Nemes[4]
- 2016: Il cliente (Forušande), regia di Asghar Farhadi[5]
- 2017: Foxtrot - La danza del destino (Foxtrot), regia di Samuel Maoz[5]
- 2018: Cold War (Zimna wojna), regia di Paweł Pawlikowski[6]
- 2019: Parasite (Gisaenchung), regia di Bong Joon-ho[7]

### Anni 2020
- 2020: La Llorona, regia di Jayro Bustamante[8]
- 2021: Un eroe (Qahremān), regia di Asghar Farhadi[9]
- 2022: Close, regia di Lukas Dhont[10]
- 2023: Anatomia di una caduta (Anatomie d'une chute), regia di Justine Triet[11]
- 2024: Il seme del fico sacro (Dāne-ye anjīr-e ma'ābed), regia di Mohammad Rasoulof[12][13]